# (3559) Violaumayer
(3559) Violaumayer (1980 PH) – planetoida z grupy pasa głównego asteroid okrążająca Słońce w ciągu 3,92 lat w średniej odległości 2,49 j.a. Odkrył ją Edward Bowell 8 sierpnia 1980 roku.